# Stingwray
«Stingwray» es el primer sencillo del álbum Cult of Static del grupo de metal industrial Static-X; y vio la luz a primeros días del mes de marzo de 2009. Está disponible también en descarga digital. La canción hace referencia a la esposa de Wayne Static, Tera Wray, y a su coche, un Corvette Stingray. A pesar de que esta canción es el primer sencillo de Cult of Static, la canción Lunatic fue la primera en salir meses antes, ya que estaba incluida en la banda sonora de la película Punisher: War Zone.
Es el último sencillo y video musical de la banda antes de la muerte de su líder Wayne Static en 2014.

## Lista de canciones
Descarga digital
1. «Stingwray» – 4:12